# 长岗子遗址
长岗子遗址，位于中国吉林省松原市宁江区伯都乡伯都村西北3公里，为一个省级文物保护单位，类型为古遗址，公布时间为1961年4月13日。该文物保护单位由宁江区文管所管理。
长岗子遗址的历史年代为奴隶社会扶余、鲜卑居住时期。